# Machaerota siebersi
Machaerota siebersi är en insektsart som först beskrevs av Schmidt 1928.  Machaerota siebersi ingår i släktet Machaerota och familjen Machaerotidae. Inga underarter finns listade i Catalogue of Life.